# Almanach d'automne
Pour plus de détails, voir Fiche technique et Distribution.
Almanach d'automne (Őszi almanach) est un film hongrois réalisé par Béla Tarr, sorti en 1985.

## Synopsis
Hédi, une vieille femme, vit seule avec sa gouvernante Erika et Miklós, le petit-ami de cette dernière dans un appartement spacieux.
Son fils János, un garçon brutal, lui impose un nouveau locataire, Pál, un professeur sans le sou qui tombe vite sous le charme mélancolique d'Hédi. Tandis que János espère recevoir son héritage avant l'heure, Miklós et Pál se font concurrence pour se lier d'amitié avec Hédi.
Dans ce huis clos pesant et malsain, tour à tour la confiance fait place à l'inquiétude, et la quiétude à la méfiance…

## Fiche technique
- Titre français : Almanach d'automne
- Titre original : Őszi almanach
- Réalisation : Béla Tarr, Ágnes Hranitzky
- Scénario : Béla Tarr
- Photographie : Buda Gulyas, Sandor Kardos
- Musique : Mihály Vig
- Son :
- Décors : Agnes Hranitzky, Gyula Pauer
- Costumes :
- Production : Mafilm/ Tarsulás Studio
- Durée : 119 minutes
- Pays d'origine :  Hongrie
- Année de réalisation : 1984
- Sortie en salles en France : 17 janvier 1985
- Genre : Film dramatique

## Distribution
- Hédi Temessy : Hédi
- Erika Bodnár : Erika
- Miklós Székely B. : Miklós
- Pál Hetény : Pál
- János Derzsi : János